# Playrix
Playrix Holding Ltd., nota anche come Playrix Entertainment o Playrix Games, è un'azienda produttrice di videogiochi free-to-play, per lo più per dispositivi mobili, fondata da Dmitry e Igor Bukhman nel 2004. Dal 2013 la sede principale dell'azienda si trova a Dublino. L'azienda ha anche filiali in Irlanda, Serbia, Cipro, Armenia, Kazakistan e Ucraina.
Dal 2023, Playrix ha più di 3.000 dipendenti sparsi in 25 uffici in tutto il mondo. È classificata come la terza sviluppatrice di giochi per dispositivi mobili al mondo in termini di entrate. Nel 2021 Playrix valeva circa 8 miliardi di dollari.

## Storia
Igor e Dmitry Bukhman hanno iniziato a lavorare al loro primo gioco nel 2001. Nello stesso anno pubblicarono Discovera fissandone il prezzo a 15 dollari e caricandolo su diversi cataloghi di app.
Sei mesi dopo, i fratelli Bukhman decisero di pubblicarne un altro gioco, che portò le loro entrate mensili fino a 200 dollari. Iniziarono successivamente a vendere anche screensaver acquistati da programmatori.
Nel 2004, Igor e Dmitry Bukhman avevano rilasciato tre giochi e 30 salvaschermi, portando i loro guadagni a 10.000 dollari al mese. Decisero così di fondare Playrix, affittando un ufficio e assumendo dieci dipendenti. Alla fine del 2007, la società aveva rilasciato circa 15 giochi e il suo primo gioco per PC, raggiungendo un fatturato mensile di 300.000 dollari.
Nel 2009, Playrix si è interessata allo sviluppo di giochi free-to-play per telefoni cellulari continuando a creare giochi per PC. Nel 2012, l'azienda ha lanciato il suo primo gioco su Facebook chiamato Township. Nel 2013, Township è diventato il primo gioco della società ad essere rilasciato su iOS e successivamente su Android. Nei successivi anni, il gioco verrà scaricato circa 250 milioni di volte.
Nell'aprile 2013, Playrix ha trasferito la sua sede a Dublino. Nel 2015 l'azienda iniziò a lavorare in remoto e nel 2016 aveva più dipendenti che lavoravano in remoto rispetto a quelli presenti nella sua sede centrale.
Alla fine di aprile 2015, la società ha annunciato l'uscita del suo secondo gioco mobile free-to-play chiamato Fishdom. Successivamente ha pubblicato Gardenscapes (2016) e Homescapes (2017). Il primo ha portato alla società 1,5 miliardi di dollari di entrate entro la fine del 2019. La società ha successivamente rilasciato altri due giochi: Wildscapes (2019) e Manor Matters (2020).
Nell'agosto 2017, la società è diventata la principale creatrice di giochi per dispositivi mobili in Europa in base alle entrate di Google Play e App Store.
All'inizio del 2018, i fratelli Bukhman presero in considerazione la vendita dell'azienda, ma decisero invece di investire in altre società di videogiochi. Nell'estate del 2018, Playrix ha investito in uno dei più grandi sviluppatori europei, Nexters. Nel 2018, Playrix è diventata la nona creatrice di giochi con il maggior incasso a livello globale su iOS e Android.
Nel 2019, Playrix ha guadagnato circa 1,7 miliardi di dollari. Nell'agosto 2019, Playrix ha investito nella società bielorussa Vizor Games. Nell'ottobre dello stesso anno, Playrix ha acquistato la società ucraina Zagrava Games e ha integrato nella società anche lo sviluppatore di giochi russo Alawar. Quell'anno, ha infine acquisito la società serba Eipix Entertainment.
A partire dal 2020, Playrix impiegava più di 2.500 persone in 25 uffici in tutto il mondo. Nel settembre 2020, Bloomberg, ha riferito che Playrix è diventato il secondo sviluppatore di giochi per dispositivi mobili con il maggior incasso dopo Tencent.. In quest'anno sono proseguite le acquisizioni, della casa di sviluppo armena Plexonic e dello studio croato Cateia Games.
Nel febbraio del 2021, App Annie ha classificato Playrix come la terza più grande azienda sviluppatrice di giochi per dispositivi mobili in termini di entrate annuali, subito dietro a Tencent e NetEase. Secondo le valutazioni, Playrix è salita dal settimo al terzo posto, superando la società americana Activision Blizzard, lo sviluppatore della serie di sparatutto Call of Duty..
Nel 2022, lo studio ha chiuso i suoi uffici in Russia e Bielorussia per l'invasione russa dell'Ucraina. I dipendenti che lavoravano presso quegli uffici sono stati ricollocati in altre regioni.

## Finanze
Durante la pandemia di COVID-19 nel 2020, Playrix ha registrato un aumento dei download e dei profitti.
Nel 2020, Gardenscapes e Fishdom sono stati scaricati rispettivamente 190 milioni e 120 milioni di volte. Di conseguenza, i guadagni di Playrix da download e acquisti in-game sono aumentati a 1,75 miliardi di dollari in soli otto mesi. Anche il numero di giocatori attivi mensili è aumentato a 180 milioni.
Nell'aprile 2019, Igor e Dmitry Bukhman sono apparsi per la prima volta nel Bloomberg Billionaires Index. Il loro patrimonio netto era di 1,4 miliardi di dollari ciascuno. Secondo il Bloomberg Billionaires Index, a settembre 2020, la quota di ciascun fratello valeva circa 3,9 miliardi di dollari. Nel 2024, il Sunday Times ha riportato che la loro ricchezza combinata era di 16,66 miliardi di dollari.

## Giochi
- Fishdom (2008)
- Township (2012)
- Gardenscapes (2016)
- Homescapes (2017)
- Wildscapes (2019)
- Manor Matters (2019)
- Mystery Matters (2023)

## Critica
Playrix è stata criticata per l'uso di annunci ingannevoli su piattaforme pubblicitarie mobili come AdMob. Gli annunci pubblicitari per molti dei loro giochi come Fishdom, Gardenscapes e Homescapes mostrano un gameplay che non rappresenta il prodotto in questione. Ad esempio, le pubblicità di Homescapes rappresentano un gameplay su come riparare una casa selezionando lo strumento corretto, mentre in realtà si tratta di un gioco in cui bisogna abbinare degli elementi per superare i vari livelli. Nel settembre 2020, l'Advertising Standards Authority del Regno Unito ha stabilito che tali annunci pubblicitari erano fuorvianti e per tale motivo furono rimossi.